# Ӽ
Ӽ (minuscule : ӽ), appelé kha crocheté, est une lettre cyrillique utilisée en aléoute, nivkhe et itelmène.
Il s’agit d’une forme diacritée du ‹ Х › cyrillique.

## Utilisation
Le ӽ est utilisé dans l’alphabet itelmène développé dans les années 1980.

## Formes et variantes

## Représentations informatiques
Le kha crocheté peut être représenté avec les caractères Unicode suivants (Cyrilique) :
| formes    | représentations | chaînes de caractères | points de code | descriptions                            |
| --------- | --------------- | --------------------- | -------------- | --------------------------------------- |
| capitale  | Ӽ               | Ӽ                     | U+04FC         | lettre majuscule cyrillique kha crochet |
| minuscule | ӽ               | ӽ                     | U+04FD         | lettre minuscule cyrillique kha crochet |